# Peter Struhár
Peter Struhár (* 17. Januar 1984 in Bratislava) ist ein slowakischer Fußballspieler. 

## Sportliche Laufbahn
Struhár begann seine Profikarriere beim ŠK Slovan Bratislava, wo er trotz seines Abganges im Winter 2008/09, slowakischer Meister wurde. Im Frühjahr 2009 spielte er beim FC Petržalka 1898, ehe er für den Herbst 2009 zum FC Slovácko nach Tschechien wechselte. In der darauffolgenden Halbjahrssaison war er beim Nyíregyháza Spartacus FC in Ungarn unter Vertrag. Danach kehrte er in die Slowakei zurück und spielte von 2010 bis 2012 beim DAC Dunajská Streda.
Im Frühjahr 2012 war er beim späteren Bundesligaabsteiger Österreichs Kapfenberger SV unter Vertrag, wo er in der Frühjahrssaison auf zwei Einsätze kam. Danach kehrte er in die Slowakei zurück und unterschrieb beim FC Nitra.

## Erfolge
- slowakischer Meister 2009